# Kaweco
Kaweco ist eine Marke des in Nürnberg ansässigen Unternehmens H & M Gutberlet (Eigenschreibweise h & m gutberlet gmbh), deren Kernkompetenz auf der Herstellung und dem Vertrieb von hochwertigen Schreibgeräten nebst ihres Zubehörs liegt.

## Geschichte
Die Marke Kaweco hat ihren Ursprung im Jahr 1883, als die Herren Luce und Enßlen die Heidelberger Federhalterfabrik gründeten. Es wurden Federhalter aus Holz und Füllhalter produziert sowie Goldfedern von A. Morton & Co. aus New York importiert.
1889 übernahmen Heinrich Koch und Rudolph Weber die Heidelberger Federhalterfabrik. Im Anschluss bauten sie außerhalb von Heidelberg eine Produktionsstätte in Handschuhsheim auf. Produkte wurden mit den Markennamen Perkeo, Omega sowie Kaweco versehen und trugen zusätzlich das Zeichen „HF“ für Heidelberger Federhalterfabrik. Wenig später wurde aus der Marke Kaweco auch der Firmenname, unter dem die Produkte noch heute vertrieben werden. Ab 1912 wurde das neue Fabrikgebäude in Heidelberg mit Elementen des Jugendstils und des Heimatstils errichtet.
Im Jahr 1909 entstand der erste Kaweco-Sicherheitsfüllfederhalter. Dieser wurde unter dem Patent KAWECO. D.R.G.M. 224101 angemeldet und beworben.
Durch die hohe Nachfrage wurde in den darauffolgenden Jahren der Vertrieb weiter ausgebaut. Es entstanden Filialen in Berlin, Paris, Zürich und Wien sowie internationale Vertretungen. Im Jahr 1911 zeigte der Katalog eine große Vielfalt von Füllfederhaltern und Füllsystemen. In diese Zeit lassen sich auch erste Erwähnungen von Taschenfüllhaltern für Damen, Offiziere und Sportsleute einordnen.
Von 1914 bis 1918 war die Produktion von Schreibwaren eingeschränkt, da auch Rüstungsgüter produziert wurden.
1914 übernahm Kaweco das Unternehmen A. Morton aus New York, die älteste Goldfederfabrik der Welt. Die Anlagen wurden nach Heidelberg überführt und eine eigene Goldfederproduktion wurde aufgebaut. Zu diesem Zeitpunkt beschäftigte Kaweco 600 Mitarbeiter und produzierte etwa 130.000 Füllfederhalter im Jahr. Daher fand 1921 eine Umwandlung zur Aktiengesellschaft statt. Auch das Produktportfolio wuchs, weshalb Hebelfüllhalter in die Produktion aufgenommen wurden.
Im Jahr 1929 eröffnete das durch Inflation und Währungsreform angeschlagene Unternehmen ein Konkursverfahren, Gebäude und Inventar wurden zwangsversteigert.  Hierbei erwarb die wesentlich kleinere badische Federhalterfabrik Knust Woringen und Grube (Marke Aurumia) aus Wiesloch den Kaweco-Firmennamen, Maschinen, Warenbestände und Patente. Das Heidelberger Fabrikgebäude wurde anderweitig verkauft; es ist bis heute als Wohn- und Geschäftshaus erhalten. Die Marken und Modelle von Kaweco und Aurumia verschmolzen. Es entstand das noch heute benutzte Logo, das auf fast allen Geräten platziert wird: „KA WE CO“ im dreigeteilten Kreis als Kennzeichnung.
Während des Zweiten Weltkrieges wurde die Produktion nahezu eingestellt, konnte aber wenige Monate nach Kriegsende erneut aufgenommen werden.
Am 5. Mai 1960 starb Friedrich Grube senior. Sein Sohn Friedrich, dessen Frau Liselotte und deren beider Söhne führten den Betrieb fort. Entsprechend dem Zeitgeschmack wurde die Produktpalette stromlinienförmig gestaltet.
1971 erwarb Kaweco die Lizenz für die Olympischen Sommerspiele 1972 und präsentierte die Schreibgeräte des Modells Sport mit einer speziellen Olympiamünze.
1994 übernahm das in Nürnberg ansässige Unternehmen H & M Gutberlet die Namensrechte für „Kaweco“ und legte unter Berücksichtigung des Kaweco Sport-Designs von 1935 eine neue Serie auf. Die Taschenschreibgeräte kamen als Füllhalter, Rollerball, Kugelschreiber, Druckbleistift und Fallbleistift auf den Markt. Als weltweit exklusiver Vertriebspartner wurde die Firma Diplomat gewonnen. Diese Verbindung endete 1999, als Diplomat von Herlitz aufgekauft wurde.
Seither baut Kaweco unter dem Dach des Unternehmen H & M Gutberlet selbst den weltweiten Vertrieb aus. Durch die Zusammenarbeit mit länderbezogenen Distributoren sind Produkte der Marke Kaweco mittlerweile in mehr als 45 Ländern erhältlich.

## Unternehmen
Neben dem Kerngeschäft etablierte sich Kaweco vor allem durch Co-Brandings erfolgreich am Markt. Kooperationspartner sind unter anderem Supreme, Microsoft sowie NOMOS Glashütte und ORIS.

### Nachhaltige Unternehmensführung
Die Schreibgeräte werden am Produktionsstandort Nürnberg montiert, geprüft und anschließend mit einer zweijährigen Garantie versehen. Wichtige technische Funktionsteile (Tintenleiter / Feder) werden in Deutschland produziert.

### Produkte

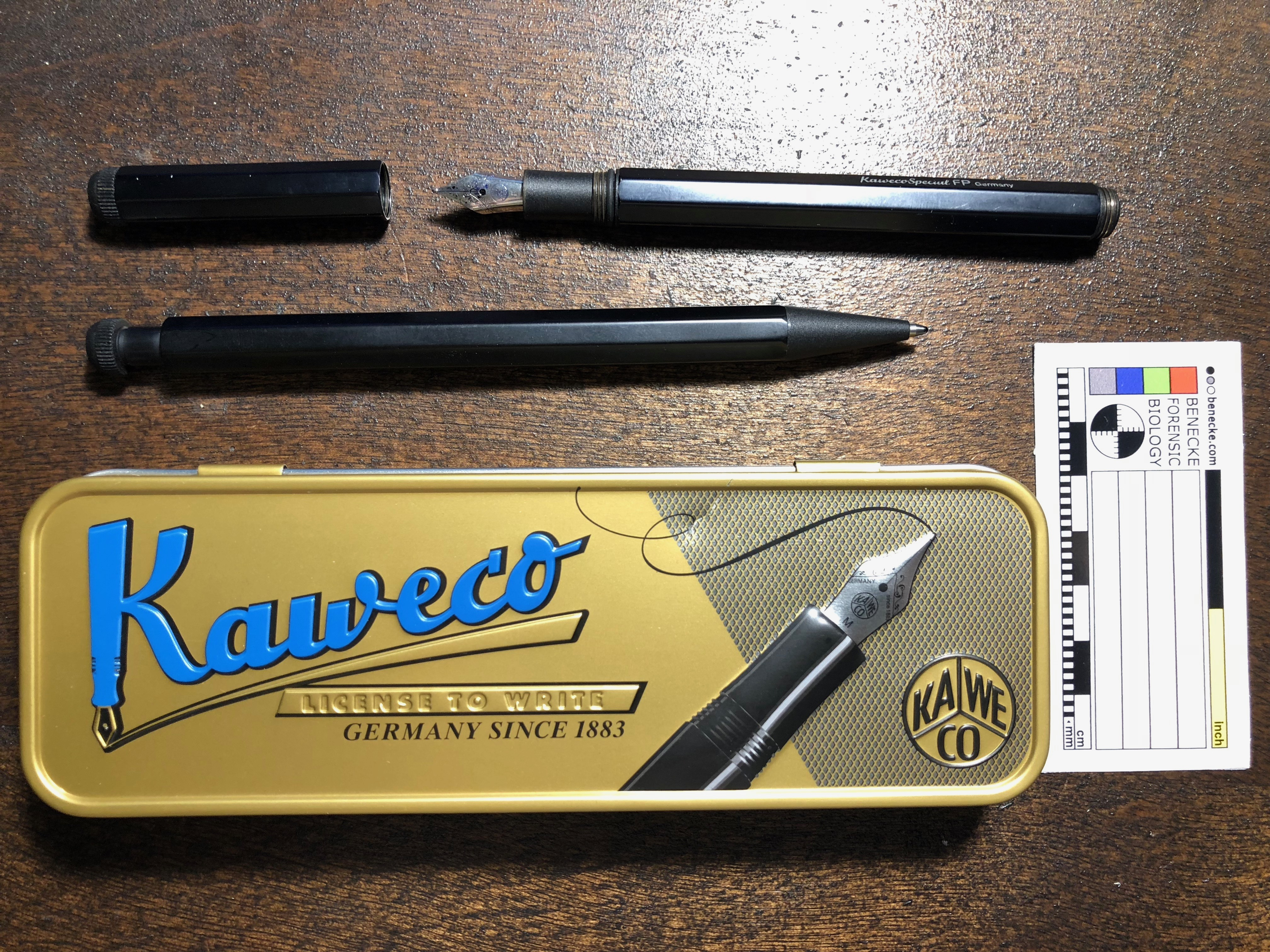
Specialserie (Aluminiumstifte, 2018)

Die Marke Kaweco umfasst ein diversifiziertes Sortiment an Schreibgeräten und Zubehör:
- Füller
- Kugelschreiber
- Gelroller, Roller
- Fall- und Druckbleistifte
- Digital Writing
- Tinten und Tintenpatronen
- Minen und Federn
- Etuis[7]

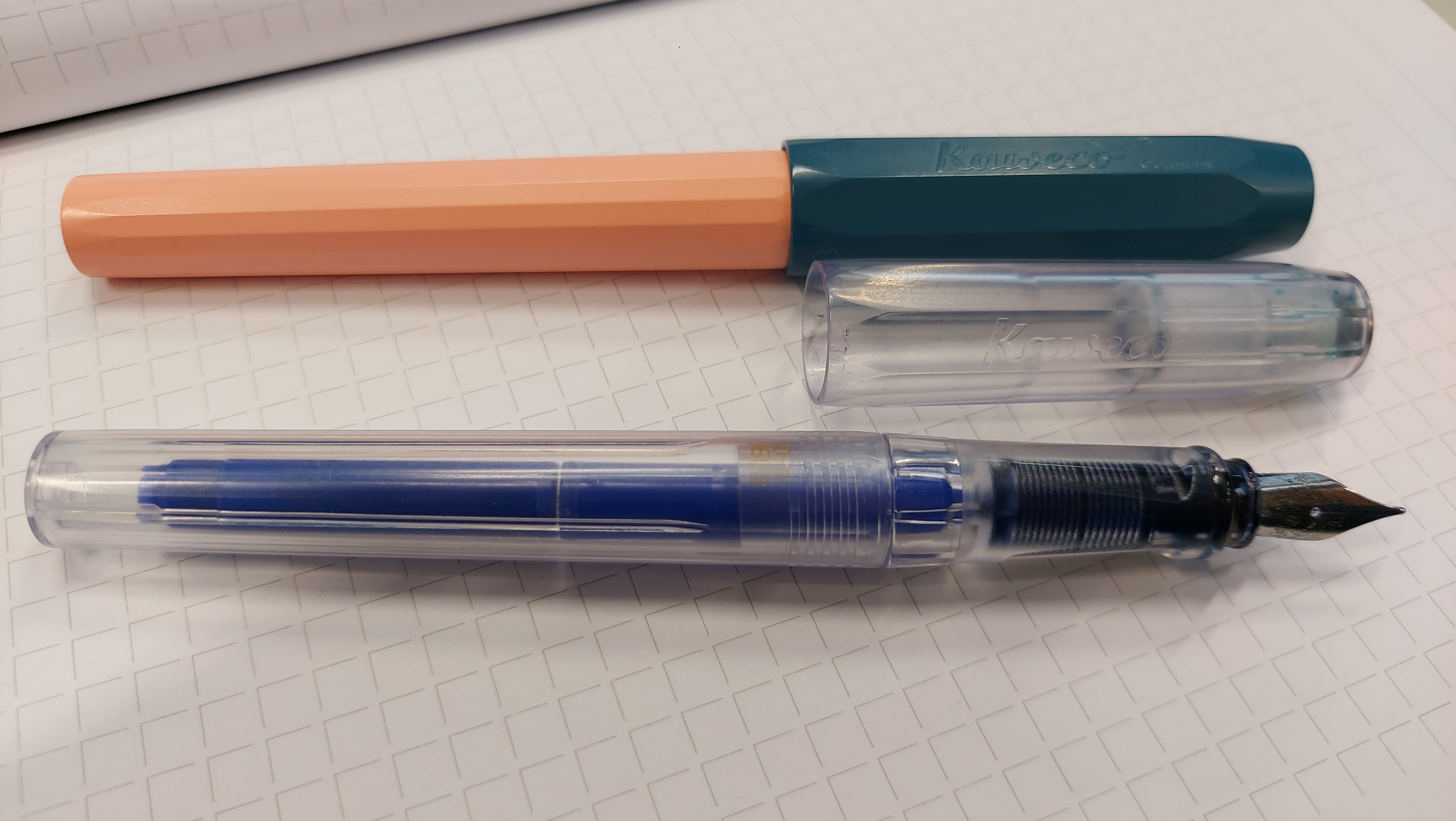
Einfache Schulfüller "Perkeo", 2024

Zu den einzelnen Füllhaltern kann aus 26 Feder-Varianten gewählt werden. 